# Möglingen
Möglingen település Németországban, azon belül Baden-Württembergben. Lakosainak száma 11 334 fő (2023. december 31.). Möglingen Markgröningen, Asperg és Schwieberdingen községekkel határos.

## Népesség
A település népessége az elmúlt években az alábbi módon változott:
| Lakosok száma | 3838 | 6002 | 10 244 | 10 388 | 10 027 | 10 413 | 10 388 | 10 342 | 10 907 | 11 334 |
|               | 1961 | 1967 | 1974   | 1980   | 1987   | 1993   | 2000   | 2006   | 2013   | 2023   |